# Delfin Plum
Delfin Plum (org. Delfín: La historia de un soñador) – peruwiańsko-włosko-niemiecki film animowany z 2009 roku. W Polsce premiera filmu odbyła się 20 maja 2011 roku.

## Fabuła
Film pokazuje przygody odważnego delfina o imieniu Plum, który wyrusza wraz z przyjaciółmi na poszukiwanie wielkiej fali.

## Wersja polska
Wersja polska: Studio PRL

Reżyseria: Jarosław Boberek

Dialogi polskie: Kuba Wecsile

Tekst piosenek: Marek Robaczewski

Opracowanie muzyczne: Agnieszka Tomicka

Nagranie dialogów i piosenki: Piotr Mejran

Zgranie Dolby Digital: Studio Toya Studios, Piotr Knop

Kierownictwo produkcji: Maciej Jastrzębski

W wersji polskiej wystąpili:
- Marcin Hycnar – Delfin Plum
- Robert Więckiewicz – Rekin Szama
- Anna Dereszowska – Oceania
- Jerzy Kryszak – Macuś
- Klementyna Umer – Emo, Delfina
- Joanna Pach – Bączek
- Jakub Wieczorek – Potworro
- Brygida Turowska – Meduza
- Elżbieta Kopocińska – Mały delfin
- Aleksander Wysocki – Okropus
- Michał Sitarski – Wódz
- Jacek Jarzyna – Plusk